# Catepsina A
La catepsina A es una proteína chaperona del retículo endoplasmático, es una enzima se la clasifica como catepsina y carboxipeptidasa y se encarga del plegamiento de otras proteínas, además de poseer funciones tanto protectoras como catalíticas. Esta proteína está codificada por el gen CTSA y regula la actividad lisosomal, por lo que su mutación puede causar enfermedades relacionadas con el depósito de estos y además se la relaciona con algunas enfermedades cardiovasculares.

## Estructura
Esta proteína es una serina carboxipeptidasa lisosomica que mediante la unión de beta-galactosidasa (GLB) y neuraminidasa 1 (NEU 1) forma un complejo multienzimático, en su estado normal se une a estas enzimas haciéndolas estables y activas en los lisosomas. Además resulta ser necesaria la proteína tanto para la actividad intralisosomal como para la estabilidad de estas dos glicosidasas.
Es por tanto una enzima lisosómica pleiotrópica.
La enzima puede ser sintetizada como un precursor/zimógeno de 54 kDa y se procesa en una forma de dos cadenas catalíticamente activas de 32 y 20 kDa. Es por ello que a partir de la conversión proteolítica a un producto de dos cadenas unidas por disulfuro desencadena la activación catalítica.

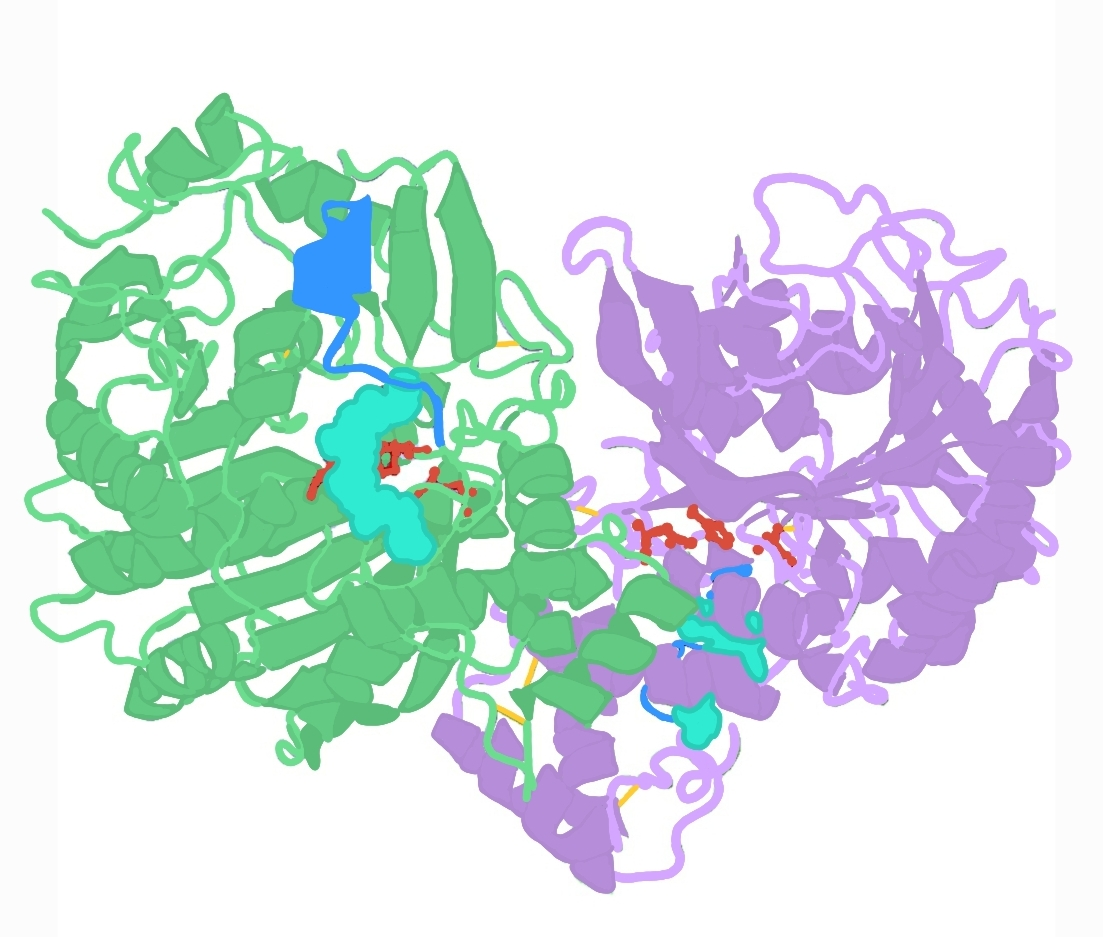
Estructura de la proteína protectora humana (PPCA)/ Catepsina A

## Funciones
La proteína protectora humana es una proteína con una gran variedad de funciones tanto protectoras como catalíticas. Se encarga de regular la actividad lisosomal junto con otras proteínas como la sialidasa-1, tiene una actividad esencial en la metabolización de fármacos, entre ellos uno de los empleados contra el VIH Tenofovir Alafenamida, además de estar involucrada en la descomposición de algunas hormonas peptídicas relacionadas con afecciones cardiovasculares, habiéndose detectado una disminución significativa de la hipertrofia cardíaca y la fibrilación auricular al inhibir la actividad de esta proteína. En cuanto a su función protectora, se encarga de evitar la formación de complejos multienzimáticos por parte de la beta-galactodidasa y de la neuraminidasa de la proteína lisosomal, siendo significativa su deficiencia en pacientes con galactosialidosis y pudiendo tener un gran valor pronóstico en ciertos tipos de cáncer como el carcinoma hepatonuclear, ya que se ha detectado una menor expresión del gen CTSA en los pacientes que lo padecen. Por otro lado también se habla de su posible influencia durante el desarrollo embrionario en la función y propiedades de las células madre, aunque ciertamente los estudios realizados en ratas no son concluyentes.

## Genética
La proteína protectora humana (PPCA) es codificada por el gen CTSA que contiene 15 exones, incluyendo la secuencia del péptido señal. Este gen se diferencia de los demás genes del ADN humano por tener aproximadamente el doble de su longitud. La CTSA madura está constituida por dos cadenas unidas por puentes disulfuro que se encuentran en el complejo multienzimático lisosomal (LMC) junto con otras dos glucosidasas, β-galactosidasa (GLB) y N-acetil alfa neuraminidasa 1 (NEU 1). La CTSA está especialmente activa en los riñones, en el colon intestinal y en las glándulas suprarrenales.
Las mutaciones en este gen llevan a la incorrecta codificación de la catepsina A , lo que conlleva a una deficiencia de β-galactosidasa (GLB) y neuraminidasa 1 (NEU1) ya que son parte del mismo complejo multienzimático y son codificadas por el mismo gen. Actualmente han sido reportadas 23 mutaciones diferentes de este gen y de distintos tipos, pero nunca se detectaron mutaciones sin sentido. Sin embargo la prevalencia de mutaciones en este gen es bastante reducida.

## Relación con enfermedades
En el ser humano, la deficiencia de la proteína protectora humana catepsina a (PPCA) conduce a una deficiencia de muchas actividades de beta-Gal y NEUR conocida como galactosialidosis. Esta viene a ser una enfermedad que resulta en el trastorno neurodegenerativo del almacenamiento lisosomico humano causado por la deficiencia de esta proteasa lisosomica multifuncional.
El curso de este trastorno lisosomal neurodegenerativo es similar en ratones que en humanos lo que resulta en nefropatia, ataxia y muerte prematura. Es por ello que una mejora funcional de la galactosialidosis murina es mediante células porgenitoras hematopoyéticas de médula óssea modificadas genéticamente.  La mutación K453E se encuentra en la interfaz del dímero del PPCA y reduce la formación de enlaces de hidrógenos en el dímero, con lo que este cambio estructural origina inestabilidad de dicho dimero y ocasiona la forma infantil tardía de galactosialidosis. 
La proteína se encuentra relacionada con la descomposición de hormonas peptídicas, concretamente la endotelina y la bradicinina. Y es que con inhibidores de la catepsina A en roedores se observó que la hipertrofia cardíaca y la fibrilación auricular experimentaban una drástica reducción, lo que hizo ver que la catepsina A viene siendo una solución prometedora para el posible tratamiento de la insuficiencia cardíaca.
La N-acetil-alfa-neuraminidasa lisosómica humana resulta ser deficiente en dos trastornos de almacenamiento lisosómico, una conocida como sialidosis, la cual es causada por mutaciones estructurales en el gen de la neuraminidasa 1 y la galactosialidosis, comentada anteriormente. La PPCA por tanto tiene implicación en la activación de la neuraminidasa lisosómica, ya que actúa como una proteína de transporte intracelular.